# Goolwa
Goolwa – miejscowość i port rzeczny w Australii Południowej zamieszkane przez około 6500 osób (2005). Położona na brzegach rzeki Murray przy jej ujściu Oceanu Indyjskiego około 100 km na południe od Adelaide.  Goolwa połączone jest mostem z Hindmarsh Island.  Nazwa miejscowości pochodzi od słowa "łokieć" w języku ngarrindjeri.
Przed 1837 Goolwa miało zostać stolicą powstałej wtedy kolonii ale port w Adelajdzie okazał się być bardziej dostępny i to Adelajda została stolicą Australii Południowej.  W Goolwie zbudowano pierwszy w Australii odcinek kolejowy łączący to miasto z Port Elliot, a później także z Victor Harbor.
Cumuje tu bocznokołowiec "PS Oscar W", który odbywa regularne rejsy turystyczne po rzece Murray.
 Wyniki spisu powszechnego w Australii w 2021 roku